# Leadhills
Leadhills est un village dans le South Lanarkshire, en Écosse.

## Personnalité
- Allan Ramsay (1684-1758), poète, y est né.